# Ignazio Dolce
Ignazio Dolce (* 26. März 1933 in Palermo) ist ein italienischer Schauspieler und Filmregisseur.

## Leben
Dolce besuchte das Centro Sperimentale di Cinematografia und schloss es mit dem Schauspieldiplom ab; ab 1959 spielte er Filmrollen, kam jedoch nie über den Status des kleinen Nebendarstellers hinaus. Bereits 1960 begann er gelegentlich, als Regieassistent zu arbeiten, was er ab Mitte des Jahrzehntes intensivierte; er lernte somit das tagtägliche Handwerk des Kommerzkinos kennen. Für einige Filme von Gianfranco Parolini und vor allem Antonio Margheriti übernahm er auch die Regie des zweiten Stabes. Ein paar Mal war er auch Produktionsleiter für dessen Actionfilme.
1975 inszenierte Dolce erstmals selbst: die in Sizilien spielende schwarzhumorige Komödie L'ammazzatina. Ab Ende der 1980er Jahre nahm er diese Tätigkeit wieder auf; zunächst mit einigen für den internationalen Videomarkt produzierten Vietnam-Filmen. Zwei weitere, weitgehend unbemerkt gebliebene Filme entstanden 1992 und im Folgejahr. Bei allen diesen Werken benutzte er das Pseudonym „Paul D. Robinson“.

## Filmografie (Auswahl)

### Regisseur
- 1975: L'ammazzatina
- 1988: The Last American Soldier (Commander)
- 1988: Bye Bye Vietnam (Angel Hill (Last Platoon – L'ultima missione))
- 1989: Leathernecks (Colli di cuoio)
- 1989: Flug in die Hölle (Ultimo volo all'inferno)

### Schauspieler
- 1959: Genitori in blue jeans
- 1959: Die letzten Tage von Pompeji (Gli ultimi giorni di Pompei)
- 1960: Die Irrfahrten des Herkules (Goliath contro i giganti)
- 1960: Maciste, der Rächer der Pharaonen (Maciste nella valle dei re)
- 1961: Der Gauner von Bagdad (Il ladro di Bagdad)
- 1961: Herkules erobert Atlantis (Ercole alla conquistà di Atlantide)
- 1961: Die Herrin von Atlantis (Antinea, l’amante della città sepolta)
- 1961: Der Koloß von Rhodos (Il colosso di Rodi)
- 1965: 5 tombe per un medium
- 1965: Il piombo e la carne
- 1969: Das Gesicht im Dunkeln (A doppia faccia)